# 沼田行雄

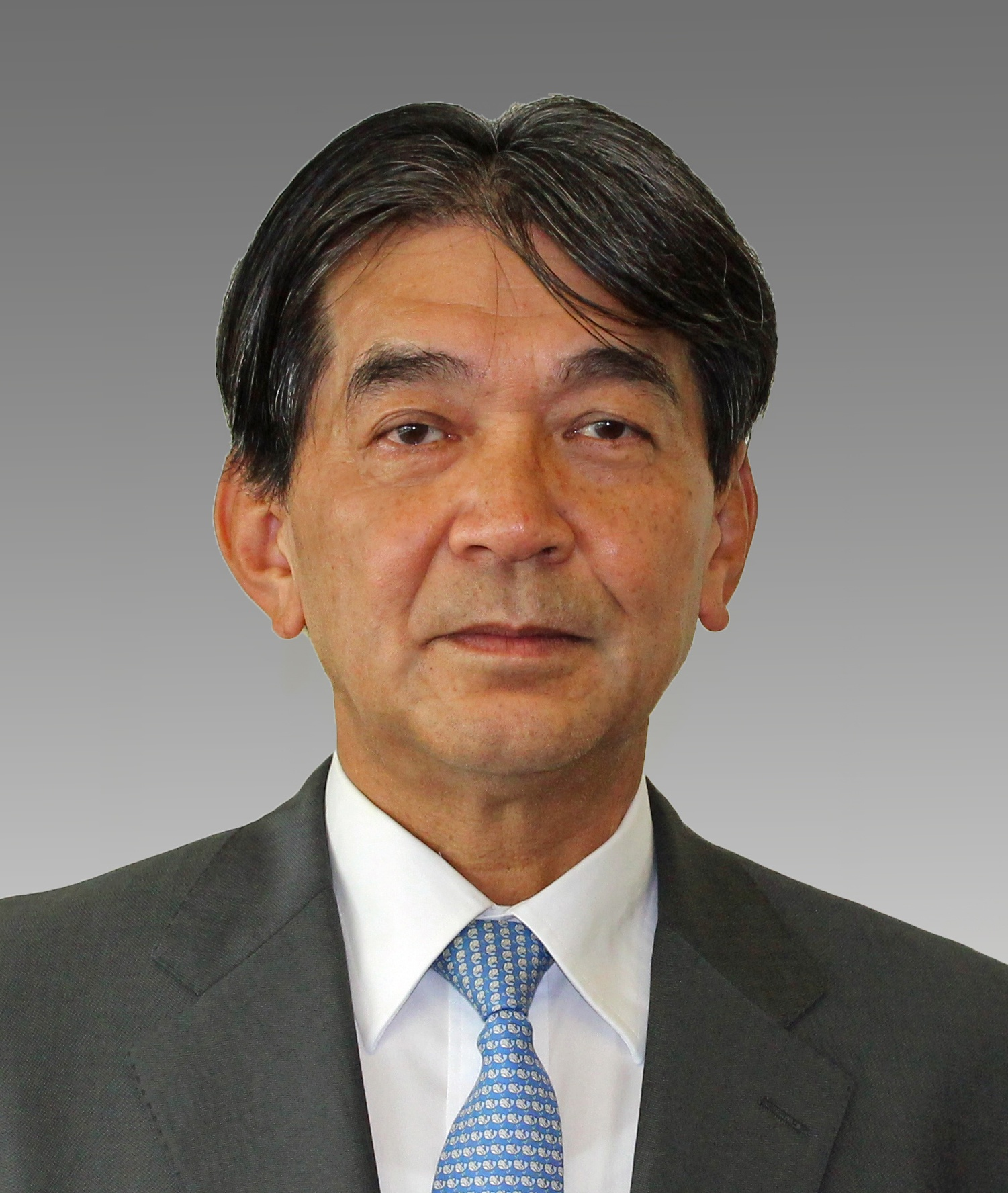
沼田行雄

沼田 行雄（ぬまた ゆきお）は、日本の外交官、大使。ベレン総領事や、トンガ国駐箚特命全権大使を務めた。

## 人物・経歴
東京都出身。1975年東京外国語大学外国語学部ポルトガル・ブラジル語学科卒業、外務省入省。外務省国際協力局国別開発協力第一課企画官、ベレン総領事を経て、2013年外務省国別開発協力第二課企画官。2015年から駐トンガ特命全権大使を務め、2016年には供与額2億円の無償資金協力に関する書簡の交換を行った。退官後、日本ブラジル中央協会理事等。